# Theaumes
Thomas Smagge (Delft, 20 juli 1991), beter bekend als Theaumes, is een Nederlandse YouTube-bekendheid.

## Levensloop
Op 26 april 2009 is hij begonnen met het plaatsen van YouTubefilmpjes onder de naam Theaumes. Naast zijn YouTubecarrière is Smagge ook televisiepresentator en was hij werkzaam bij Mediakraft Nederland als social media manager.
Smagge is in 2010 bekend geworden met zijn parodie Balhaar op het nummer Baby van Justin Bieber, welk filmpje meer dan 6 miljoen keer bekeken is. Naast parodieën maakt Smagge ook vlogs en sketches. Zijn kanaal heeft meer dan 195.000 abonnees. Het werd in 2015 gemiddeld 700.000 keer per maand bezocht.
Op 27 maart 2016 maakte Smagge bekend na bijna zeven jaar te stoppen met zijn YouTube-kanaal Theaumes, dit werd echter op 26 september 2016 weer geherintroduceerd. Onder de naam  De Hulptroepen startte hij een nieuw kanaal, dat na acht afleveringen weer beëindigd werd.
Smagge had samen met zijn toenmalige vriendin Darcy Lazar ook een vlogkanaal onder de naam Stellig. Vanaf 31 mei 2016 vlogden de twee daarop dagelijks over Lazars zwangerschap van hun tweeling.
Smagge begon eind 2017 ook met het livestreamen op het platform Twitch. Nadat hij en zijn vriendin uit elkaar waren gegaan, laste hij een YouTube-pauze in. In augustus 2018 was Smagge te zien in een gastrol in de film van collega-youtuber Dylan Haegens genaamd De Film van Dylan Haegens.
| Nr. | Naam           | Jaar               | Categorie        |
| --- | -------------- | ------------------ | ---------------- |
| 1   | Theaumes       | 2009-18 2020-heden | Vlogs            |
| 2   | Theaumes2      | 2010               | Overig           |
| 3   | AltijdThomas   | 2011-12            | Dagelijkse vlogs |
| 4   | TheaumesGames  | 2012-13 2017       | Games            |
| 5   | SpekEnBonenNL  | 2013               | Muziek           |
| 6   | ThomasEnDarcy  | 2013-14            | Dagelijkse vlogs |
| 7   | Stellig        | 2015-18            | Dagelijkse vlogs |
| 8   | De Hulptroepen | 2016               | Programmaformat  |

### Televisie
In 2012 was Smagge copresentator van het dagelijkse tv-programma #Kansloos op Veronica, samen met Bardo Ellens. Terugkerende gasten in het programma waren Gino Pietermaai en Henny Huisman. In 2015 startte hij met enkele andere youtubers de televisiezender #FIRST, die op 7 december van start ging en vijf dagen in de week een uur per dag uitzendt bij Ziggo.
| Nr. | Naam                 | Jaar    | Rol            |
| --- | -------------------- | ------- | -------------- |
| 1   | The Voice Of Holland | 2011    | The V-Reporter |
| 2   | #KANSLOOS            | 2012-13 | Presentator    |
| 3   | #FIRST               | 2015-17 | Presentator    |